# Запази последния танц
„Запази последният танц“ (на английски: Save the Last Dance) е американски игрален филм (драма, музикален, комедия, романтичен) от 2001 година на режисьора Томас Картър, по сценарий на Дуейн Адлър и Шерил Едуардс. Оператор е Роби Грийнбърг. Музиката във филма е композирана от Марк Ишъм. Филмът излиза на екран на 12 януари 2001 г.

## Сюжет
Сара (Джулия Стайлс) е момиче от малък град с голяма мечта: да стане балерина от световна класа. Но след внезапната смърт на майка ѝ, Сара трябва да се откаже от плановете си и да се премести при отчуждения си баща (Тери Кини), в долнопробния квартал на Чикаго „Саут Сайд“. Бяло момиче в квартал, където преобладават чернокожите, Сара се чувства не на място – докато не се сприятелява с чернокожата си съученичка Ченил (Кери Уошингтън) и красивия ѝ брат Дерек (Шон Патрик Томас). Между Сара и Дерек припламват искри и споделената им любов към танца скоро прераства в любовна история. Връзката им се задълбочава, а с това и неодобрението на семействата и приятелите им. Сега Сара и Дерек трябва да се изправят пред най-голямото си предизвикателство – да останат верни на мечтите си... и един на друг.